# Teresa Czartoryska
Teresa Lubmirska née Czartoryska le 13 juillet 1785 à Korets et morte le 31 décembre 1868 à Cracovie, est une princesse polonaise de la famille Czartoryski.

## Biographie
Teresa Czartoryska est la fille de Józef Klemens Czartoryski et de Dorota Barbara Jabłonowska (en).

## Mariage et descendance
Le 9 juin 1753[Quoi ?], Elżbieta Czartoryska épouse le prince Henryk Ludwik Lubomirski. Ils ont pour enfants:
- Izabela Maria Lubomirska (1808-1868), épouse de Władysław Hieronim Sanguszko
- Jadwiga Lubomirska (1815-1895), épouse d'Eugène Ier de Ligne
- Jerzy Henryk Lubomirski (1817-1872)

## Sources
- (en) Cet article est partiellement ou en totalité issu de l’article de Wikipédia en anglais intitulé « Teresa Czartoryska » (voir la liste des auteurs).